# A. J. 리드

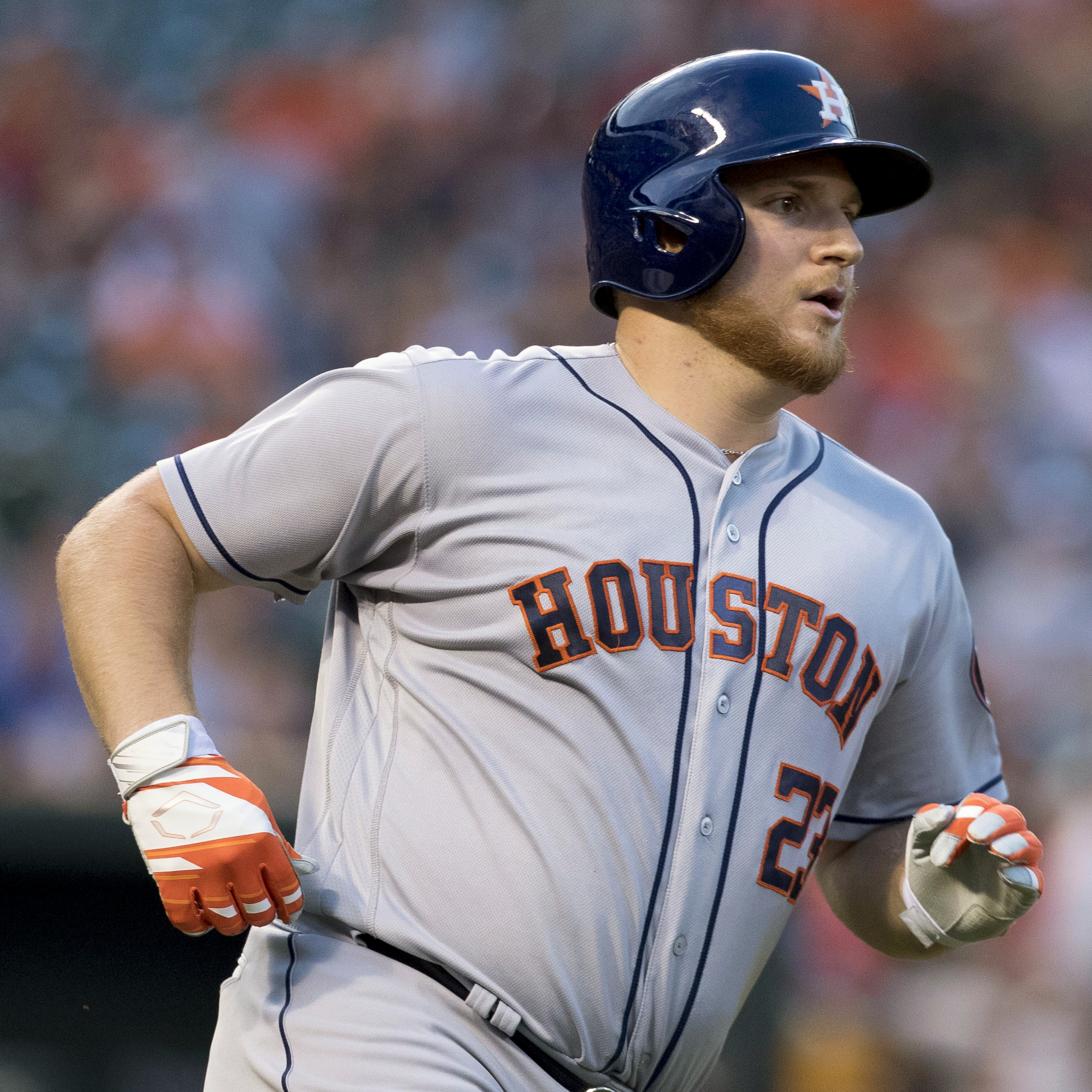

A. J. 리드(A. J. Reed, 본명: 앤드류 조셉 리드, Andrew Joseph Reed, 1993년 5월 10일 ~ )는 미국의 전직 프로 야구 1루수이다. 메이저 리그 베이스볼(MLB) 휴스턴 애스트로스와 시카고 화이트삭스에서 활약했다. 켄터키에서 대학 야구를 했고 2014년 MLB 드래프트 2라운드에서 애스트로스에 지명되었다.

## 어린 시절
리드는 인디애나주 테레호테에 있는 테레호테 사우스비고(Terre Haute South Vigo) 고등학교에 다녔다. 그의 경력 활동 동안 타자로서 .425의 타율과 41개의 홈런, 150개의 타점을 쳤고 투수로서 260이닝 동안 1.88의 방어율(ERA)과 390개의 삼진을 기록하며 26승 10패의 기록을 세웠다. 리드는 2011년 메이저 리그 베이스볼 드래프트 25라운드에서 뉴욕 메츠에 지명되었으나 계약을 맺지 않고 켄터키 대학교에 다녔다.